# Aleksis z Turioj
Aleksis z Turioj (ur. ok. 384 p.n.e. zm. 278 p.n.e.) – grecki dramatopisarz, reprezentant tzw. komedii średniej i poprzednik nowej. Pochodził z południowej Italii. Był krewnym Menandra. W komedii attyckiej Aleksisa z Turioj dominuje satyra polityczna i bufonada, które utorowały drogę ośmieszaniu mitów i krytyce ówczesnych filozofów i literatów.
Autor 245 komedii; zachowały się tytuły 130 z nich i wiele fragmentów. W utworach Aleksisa z Turioj częste są portrety charakterów i wątki erotyczne.
Żył w Atenach. Zmarł na scenie w wieku 106 lat według Plutarcha.